# Ilex atrata
Ilex atrata là một loài thực vật có hoa trong họ Aquifoliaceae. Loài này được W.W. Sm. mô tả khoa học đầu tiên năm 1917.